# Johnny Hallyday Flashback Tour : Palais des sports 2006
Albums par Johnny Hallyday
Ma vérité
(2005) Le Cœur d'un homme
(2007)
Lives par Johnny Hallyday
Johnny Hallyday Parc des Princes 2003
(2003) Johnny Hallyday La Cigale : 12-17 décembre 2006
(2007)
Singles
1. La Loi du silence - Cours plus vite Charlie
Sortie : 18 septembre 2006
2. La Quête - Mon plus beau Noël
Sortie : 20 novembre 2006

Johnny Hallyday Flashback Tour : Palais des sports 2006 est le 24e album live (le 1er chez Warner) - de Johnny Hallyday, enregistré au Palais des sports de Paris, les 14 et 15 juin 2006 et sorti le 4 septembre 2006.
L'album est réalisé par Yvan Cassar.

## Histoire
Johnny Hallyday se produit au Palais des sports de Paris du 2 juin au 4 juillet 2006. Le récital inclut deux titres inédits : La loi du silence et Seul au beau milieu d'un lac (il n'existe pas de version studio connue à ce jour).

## Autour de l'album
Éditions originales :
- 4 septembre 2006 :
 Double CD boitier plastique - référence originale : Warner 6374922
Double CD pochette cartonnée - référence originale : Warner 1552120
 Double CD collector (pochette dépliante) - référence originale : Warner 1552151

- 18 septembre 2006 : Coffret triple vinyle édition limitée et numérotée à 8000 exemplaires - référence originale : Warner 1552113

- 4 décembre 2006 : Flashback Tour : l'intégrale, diffusé sous trois éditions différentes :

1. référence originale : Warner 2564641462
2. référence originale : Warner 2564641469
3. Coffret 2 DVD, 4 CD et 1 vinyle 25 cm - référence originale Warner : 2564641464

- CD 3 Les duos inédits à Bercy (enregistré en septembre 2006) :
 La loi du silence avec Laura Pausini
 Quelque chose de Tennessee avec Laurent Voulzy
 Allumer le feu avec Amel Bent
Derrière l'amour avec Patrick Bruel

- Vinyle 33 tours 25 cm (enregistré au Festival des Vieilles Charrues) : La Quête - Quelque chose de Tennessee
Les Singles :
- 18 septembre : CD promo hors-commerce - La loi du silence - référence originale : Warner 15955
- CDS : La loi du silence - Cours plus vite Charlie - Référence originale : Warner 648120
- CDS version collector avec clip La loi du silence - Warner 648526
- 20 novembre 2006 : CD promo hors-commerce - La Quête - référence originale : Warner 16095
- CDS : La Quête - Mon plus beau Noël - référence originale : Warner : 811623
- CDS version collector avec clip La Quête - Warner 811722

Nota :  En 2007, sort une édition simple de Flashback Tour : palais des sports 2006, comprenant 18 titres : référence originale : Warner 2564699017
Il sort également une édition italienne de l'album, réunissant dix-sept titres du récital Palais des sports, plus l'inédit : Parole al silenzio, (version studio et italienne de la chanson La loi du silence).
La Quête est l'adaptation française, en  1968, par Jacques Brel de The Impossible Dream, pour L'Homme de la Mancha.
Elvis Presley, en 1972, reprend The Impossible Dream, (voir Elvis: As Recorded at Madison Square Garden).

## Liste des titres
| No  | Titre                                                  | Paroles                                 | Musique                               | Durée |
| --- | ------------------------------------------------------ | --------------------------------------- | ------------------------------------- | ----- |
| 1.  | Introduction (instrumental)                            |                                         | Yvan Cassar                           |       |
| 2.  | L'Envie                                                | Jean-Jacques Goldman                    | Jean-Jacques Goldman                  |       |
| 3.  | Je suis né dans la rue                                 | Long Chris                              | Mick Jones, Tommy Brown               |       |
| 4.  | La loi du silence                                      | Pierre Lamy                             | Marielle Hervé                        |       |
| 5.  | Ce qui ne tue pas nous rend plus fort                  | Guy Carlier                             | Fred Blondin                          |       |
| 6.  | Marie                                                  | Gérald de Palmas                        | Gérald de Palmas                      |       |
| 7.  | La paix                                                | Zazie                                   | Fabien Cahen                          |       |
| 8.  | Ma gueule                                              | Gilles Thibaut                          | Philippe Bretonnière                  |       |
| 9.  | Hey Joe (Hey Joe)                                      | Gilles Thibaut (adaptation)             | Billy Roberts                         |       |
| 10. | J'oublierai ton nom (en duo avec Amy Keys (en))        | Jean-Jacques Goldman, Michael Jones     | Jean-Jacques Goldman                  |       |
| 11. | Le bon temps du rock and roll (Old Time Rock and Roll) | Michel Mallory (adaptation)             | George Jackson, Thomas Earl Jones III |       |
| 12. | Le pénitencier (The House of the Rising Sun)           | Hugues Aufray, Vline Buggy (adaptation) | Alan Price                            |       |
| 13. | J'ai oublié de vivre                                   | Pierre Billon                           | Jacques Revaux                        |       |
| 14. | Cours plus vite Charlie (Cut Across Shorty)            | Long Chris (adaptation)                 | Marijohn Wilkin (en), Wayne P. Walker |       |
| 15. | La musique que j'aime                                  | Michel Mallory                          | Johnny Hallyday                       |       |
| 16. | Proud Mary (intermède interprété par les choristes)    | John Fogerty                            | John Fogerty                          |       |
| 17. | Voyage au pays des vivants                             | Long Chris                              | Mick Jones, Tommy Brown               |       |
| 18. | Seul au beau milieu d'un lac                           | Jean-Louis Seigner                      | Jean-Louis Seigner, Johnny Hallyday   |       |
| 19. | Allumer le feu                                         | Zazie                                   | Pascal Obispo, Pierre Jaconelli       |       |
| 20. | Rivière... ouvre ton lit                               | Gilles Thibaut                          | Mick Jones, Tommy Brown               |       |
| 21. | Mon plus beau Noël                                     | Fred Blondin                            | Fred Blondin                          |       |
| 22. | O Carole (Carol)                                       | Manou Roblin (adaptation)               | Chuck Berry                           |       |
| 23. | Honky Tonk Women (en duo avec Amy Keys (en))           | Mick Jagger, Keith Richards             | Mick Jagger, Keith Richards           |       |
| 24. | Derrière l'amour                                       | Pierre Delanoë                          | Toto Cutugno                          |       |
| 25. | Gabrielle (The King Is Dead)                           | Long Chris, Patrick Larue (adaptation)  | Tony Cole (musician) (en)             |       |
| 26. | Que je t'aime                                          | Gilles Thibaut                          | Jean Renard                           |       |
| 27. | Si tu pars                                             | Yanne                                   | Yanne                                 |       |
| 28. | La Quête                                               | Jacques Brel (adaptation)               | Joseph Darion - Mitch Leigh           |       |

## Les musiciens
- Direction musicale et arrangements : Yvan Cassar
- Claviers : Yvan Cassar
- Guitare acoustique et voix : Alain Couture
- Batterie : Geoff Dugmore (en)
- Saxophone, harmonica, flûte : Ray Herrmann
- Guitare : Réjean Lachance
- Guitare : Robin Le Mesurier
- Percussions : Nicolas Montazaud
- Basse : Laurent Vernerey
- Programmations : Éric Chevalier
- Chœurs : Johanna Manchec - Amy Keys (en)